# Dungu (miasto)
Dungu – miasto w Demokratycznej Republice Konga, w prowincji Górne Uele, nad rzeką Uele. Według spisu z 2004 roku liczyło 23 726 mieszkańców. 